# Campionati italiani estivi di nuoto 1903
I V Campionati italiani di nuoto si sono svolti in due sedi: il 27 settembre ad Arona sul Lago Maggiore si è disputata la gara del Miglio marino di 1852 metri e l'11 ottobre a Bracciano quella dello stadio, di 185 metri. Ricordiamo che queste gare venivano tenute nelle acque aperte di un lago, quindi le distanze ed i tempi non vanno considerati con precisione assoluta.

## Podi
Sino al 1931 venivano usati cronometri precisi al quinto di secondo (0,2 sec.); i tempi sono stati riportati usando i decimi di secondo, ne segue che le cifre dei decimi appaiano sempre pari
| Evento | Oro               | Tempo  | Argento          | Tempo  | Bronzo          | Tempo  |
|        |                   |        |                  |        |                 |        |
| stadio | Fernando Retacchi | 3'05"4 | Vincenzo Altieri | 3'11"0 | Ernesto Immelen | 3'15"0 |
| miglio | Enrico Rossi      | 32'32" | Amilcare Beretta | 33'16" | Davide Cattaneo | 36'04" |